# Pietro Antonelli
Pietro Antonelli (Roma, 29 aprile 1853 – Rio de Janeiro, 11 gennaio 1901) è stato un diplomatico, esploratore e politico italiano.

## Biografia
Figlio del Conte Luigi e di Camilla Folchi, nipote di Giacomo, cardinale e segretario di stato di Pio IX, fu ambasciatore d'Italia in Etiopia presso la corte di Menelik II d'Etiopia.
Avventuroso ed entusiasta, lasciò l'Italia all'età di 26 anni, diventando un esponente della generazione degli esploratori italiani della fine del XIX secolo nel Corno d'Africa. Tra questi Orazio Antinori (cui successe come ambasciatore), Vittorio Bottego, Romolo Gessi, Carlo Piaggia e Giuseppe Sapeto furono i più noti. Le intenzioni e le consegne di tali esploratori erano nella maggior parte dei casi di tipo coloniale. Dal 1879 al 1881 ne esplorò i territori  impegnandosi in raccolte scientifiche. 
Sostenitore dei piani di espansione africana, supportò l'assistenza armata a Menelik appoggiando le sue ambizioni per l'indipendenza dall'Imperatore Giovanni IV, con l'obiettivo di avvicinare il sovrano all'Italia e permettendo a quest'ultima di esercitare un ruolo di preminenza in Etiopia e nel territorio dell'Africa Orientale. Il piano era tuttavia basato sulla falsa percezione che Menelik nutrisse una reale fiducia nei confronti dell'Italia, senza considerare né il difficile carattere del sovrano né i suoi interessi, nonché mancando di valutare quanto il piano fosse in contrasto con la storia e la tradizione abissina . Questa politica si manifestò inizialmente con un contratto stipulato nel marzo 1881 con Menelik per l'acquisto in Italia di fucili e l'apertura di una via commerciale fuori dal controllo di altre potenze. Fecero poi seguito in primo luogo una convenzione che prevedeva libertà di spostamento per gli italiani e per le loro merci, che erano inoltre esentate da dazi, e successivamente un trattato decennale di amicizia e commercio tra l'Italia e lo Scioa (poi rimasto di fatto inoperante). I rapporti si complicarono dal momento che Menelik, nel timore che il negus Giovanni vedesse con sospetto i suoi legami con l'Italia, mantenne un atteggiamento interlocutorio, evitando di compromettersi in maniera eccessiva. La situazione fu ulteriormente aggravata dall'occupazione italiana di Massaua, una gravissima offesa agli occhi dell'imperatore. 
Con l'avvento di  Francesco Crispi il piano di espansione in Africa di Antonelli entrò nel programma del governo e il conte diventò il rappresentante del nuovo Ministro degli Esteri. Nel contesto del conflitto italo-abissino, Antonelli comprese l'importanza del ruolo di Menelik e cercò pertanto la sua benevola neutralità, se non un'alleanza contro il nemico comune. In cambio dell'invio di armi, Menelik si impegnò alla neutralità assoluta, ma la richiesta del sovrano di mantenere segreti gli accordi fece sorgere sentimenti di scetticismo da parte degli italiani. 
Dopo la morte del negus e la salita al trono di Menelik a re dei re d'Etiopia, Antonelli fu l'artefice dell'incidente diplomatico sorto sulla base del Trattato di Uccialli del 2 maggio 1889, il cui articolo 17 differiva nelle versioni italiana e amarica (consente, nella versione italiana; può nella versione in amarico ) e diede all'Italia il pretesto per rivendicare il protettorato sull'Abissinia, cosa che condusse ad una delle peggiori disfatte del giovane Regno d'Italia. 
Seguace di Francesco Crispi, fu eletto deputato del Regno d’Italia nelle Legislature XVI, XVII, XVIII e sottosegretario al Ministero degli Esteri dal 15 dicembre 1893 al 20 giugno 1894, tentando senza riuscirvi a riavviare i negoziati interrotti con Menelik.
Il 24 novembre 1894 venne nominato ministro plenipotenziario a Buenos Aires; quasi tre anni esatti dopo (21 novembre 1897) fu trasferito a Rio de Janeiro dove contrasse la febbre gialla, dalla quale non riuscì a guarire: morì mentre tentava, a bordo di un piroscafo, di ritornare in Italia.